# Nudi (album)
Nudi è il quinto album musicale di Eduardo De Crescenzo, pubblicato nel 1987, dopo la partecipazione dell'artista al Festival di Sanremo.

## Tracce
1. La vita è questa vita
2. Nudi, nudi
3. Cosa c'è di vero
4. Incomprensibile
5. Foglia di thè
6. L'odore del mare
7. Un fatto di mentalità
8. Sapessi com'è
9. La qualità
10. Il gioco del mondo

## Formazione
- Eduardo De Crescenzo – voce, cori, fisarmonica
- Maurizio Dei Lazzaretti – batteria
- Massimo Volpe – pianoforte, tastiera
- Franco Ventura – chitarra
- Massimo Pizzale – basso
- Maurizio Fabrizio – chitarra, tastiera
- Massimo Di Vecchio – tastiera, programmazione
- Stefano Sabatini – pianoforte
- Tony Cercola – percussioni
- Claudio Pizzale – sax alto
- Marilù Morreale, Cristina Rossi, Maria Grazia Fontana, Aldo De Scalzi, Claudio Guidetti – cori